# چنگارواش
چنگارواش (نام علمی: Kickxia) نام یک سرده از خانواده بارهنگیان است.
چنگار به معنی سرطان و واش به معنی علف است.